# Caecostenetroides nipponicum
Caecostenetroides nipponicum is een pissebed uit de familie Gnathostenetroidae. De wetenschappelijke naam van de soort is voor het eerst geldig gepubliceerd in 1975 door Nunomura.